# Dropull i Sipërm
Dropull i Sipërm (in greco Άνω Δρόπολις, Ano Dropolis) è una frazione del comune di Dropull in Albania (prefettura di Argirocastro).
Fino alla riforma amministrativa del 2015 era comune autonomo, dopo la riforma è stato accorpato, insieme agli ex-comuni di Dropull i Poshtëm e Pogon  a costituire la municipalità di Dropull.
Il comune è abitato dalla minoranza greca d'Albania.

## Località
Il comune era formato dall'insieme delle seguenti località:
- Jorgucat
- Zervat
- Bularat (in italiano Bugliareti)
- Bodrisht
- Kerre
- Vodhine
- Pepel
- Klishar
- Selo
- Lokomil
- Llovine
- Krioner
- Sotire
- Llongo
- Koshovice
- Drite
- Kakavije
- Vrisera